# Chrysolepidomonadaceae
Famille
Les Chrysolepidomonadaceae sont une famille d'algues de l'embranchement des Ochrophyta, de la classe des Chrysophyceae et de l'ordre des Chromulinales.
Les espèces de Chrysolepidomonas furent observées dans des lacs et étangs d'eau douce d'Europe et des États-Unis. Une espèce marine a été observée en Afrique du Sud.

## Étymologie
Le nom vient du genre type Chrysolepidomonas, dérivé du grec χρυσός / khrusos, « couleur or », λεπιδο / lepida, « en forme d'écaille », et μονασ / monas, « seul, solitaire, isolé », littéralement « monade dorée écaillée ». Le nom fut construit avec les trois mêmes racines grecques que le genre Lepidochromonas, genre type de la famille des Lepidochromonadaceae.

## Description
Les Chrysolepidomonas se présentent sous forme de cellules solitaires, nageant librement, de forme arrondie, ovale ou légèrement aplatie. De leur extrémité antérieure émerge un flagelle long portant des poils tubulaires tripartites et un flagelle court dépourvu de poils, lequel n'est parfois visible qu'en microcopie électronique.

## Liste des genres
Selon AlgaeBase (22 janvier 2022) :
- Chrysolepidomonas M.C.Peters & R.A.Andersen, 1993